# José Sánchez Labrador
José Francisco Sánchez Labrador y Hernández, también llamado Joseph Sánchez Labrador pero más conocido como padre José Sánchez Labrador (La Guardia, provincia de Toledo, España, 17 de septiembre de 1717 - Rávena, Estados Pontificios —hoy Italia—, 10 de octubre de 1798) fue un zoólogo, botánico, naturalista, explorador, filólogo y sacerdote misionero jesuita, con una destacada obra misional y de descripción geográfica y biológica en la región del Gran Chaco, en el centro-este de Sudamérica, en territorios que hoy forman parte de las repúblicas de Argentina, Bolivia, Brasil y Paraguay. Erudito en todo género de ciencias naturales, destacó en especial en zoología, geobotánica, etnobotánica, sistemática, etnografía, lingüística, medicina, etc. Dentro del contexto histórico de su época, su obra se inserta en la corriente cristiana de la ilustración.

## Biografía
Nació en La Guardia, en la provincia de Toledo (Castilla-La Mancha, España) el 17 de septiembre de 1717. Su padre se llamaba Juan Sánchez Labrador y su madre María Hernández, tuvo también varios hermanos.
El 19 de septiembre de 1732, a la edad de 15 años, entró como seminarista en la orden religiosa de la Compañía de Jesús, en el noviciado de San Luis de Sevilla. Allí recibió una primera formación cursando Humanidades y Gramática y, luego de los votos del bienio, comenzó en 1734 con los estudios de filosofía, los que tuvo que interrumpir ya que ese mismo año fue enviado a la Gobernación del Río de la Plata y del Paraguay, en Sudamérica (para acompañar al padre Antonio Manchoni), a donde llegó en 1734. Entre 1734 y 1739 completó su formación, cursando Filosofía y Teología en la Universidad de Córdoba, en la ciudad homónima, en la cual recibiría la orden en el verano de 1739. En dicha institución catedrática fue maestro de Filosofía desde 1744 hasta 1746, fue por un año maestro de Teología en el Máximo Colegio de Buenos Ayres, fue maestro de Gramática en el Colegio Máximo de la ciudad de Córdoba, fue ministro y pasante en el Convictorio de Nuestra Señora de Monserrat de esa ciudad y fue resolutor de casos Morales y maestro de Teología en el Máximo Colegio de Asunción del Paraguay, en 1759. Se hizo llamar solo con los apellidos de su padre para diferenciarse del padre José Sánchez Hernández, el cual misionó entre los indígenas abipones del chaco.
Desde 1747 hasta 1757, permaneció en diversas reducciones jesuíticas de aborígenes guaraníes: San Francisco Xavier, Santa María la Mayor, La Cruz, Santo Tomé, San José y Apóstoles. De este último pueblo fue su párroco en 1757. El 23 de agosto de 1760 fundó “Nuestra Señora de Belén de los Mbayá”, una misión erigida para alojar a los indígenas mbayaes y que estaba ubicada en la actual ciudad de Belén (departamento de Concepción, Paraguay); allí se mantuvo con los nativos hasta el año 1766, aprendiendo además su lengua, de la cual años después escribiría una gramática. Posteriormente viajó a la región donde habitaban los indios guanas, fundando allí la misión “San Juan Nepomuceno”, la que fue abandonada al poco tiempo.
También fue misionero entre los indios toba. Su último viaje misional-exploratorio fue una prolongada excursión remontando el río Paraguay hasta las misiones de Chiquitos, abriendo dicho camino a la comunicación colonial, viaje del cual regresó a Belén en agosto de 1767.
Siete días después de llegar a la misión, llegó el decreto del rey de España Carlos III del 27 de febrero de 1767, por el cual se dictó su marcha hacia el exilio, como consecuencia de la expulsión del imperio de la compañía ignaciana.
La medida lo sorprendió en plenas tareas de su acción misional, comenzando una reducción entre los indios guanás (esclavos de los guaycurúes) y planificando la fundación de otro pueblo mbayá, al que pensaba llamar “San Ignacio”. El 19 de agosto, a los cinco días de su apresamiento y entre las lágrimas de los aborígenes mbayás y guaraníes de Belén, fue embarcado en el navío que lo llevaría primero a Asunción, luego a Buenos Aires (donde estuvieron dos días encerrados en una carpa durmiendo en el piso) y finalmente a España, en la fragata de guerra “La Esmeralda”, en una penosa travesía de cinco meses de navegación, donde padecieron hambre y enfermedad, muriendo 2 de los 155 jesuitas del Plata cautivos, entre los que también estaba Florián Paucke.
Finalmente, 22 de agosto del año 1768, llegaron a El Puerto de Santa María, en Cádiz, donde fueron encerrados en el Hospicio de los Misioneros. Posteriormente prosiguieron su viaje a los Estados Pontificios (hoy Italia), consiguiendo asilo en la ciudad de Rávena (Emilia-Romaña). Allí vivió sus últimos 30 años, dedicado a escribir libros sobre el Paraguay y el Río de la Plata. Al comienzo lo que producía lo enviaba a la Corte para recibir la autorización preceptiva de esta, condición impuesta por la Corona española para poder seguir recibiendo la escasa pensión de 100 pesos anuales.
El 21 de julio de 1773, mediante el breve apostólico Dominus ac Redemptor, el papa Clemente XIV decretó la extinción de la Compañía de Jesús, medida que se ejecutó en Rávena el 25 de agosto de ese año. Desde esa fecha y hasta su muerte se sabe muy poco de qué trabajó y si llegó a vivir, en parte, fuera de Rávena. Falleció allí a la edad de 81 años, el 10 de octubre de 1798.

## Su obra
De las casi dos decenas de jesuitas que se dedicaron al conocimiento y descripción de la naturaleza en el Paraguay y Río de la Plata, Sánchez Labrador fue el más fecundo y erudito.
Realizó viajes por la región del gran Chaco y las cuencas de los ríos Paraná-Paraguay, como parte del proceso de evangelización de las variadas etnias de nativos, logrando una inculturación para estudiar sus idiomas y costumbres, a la vez que las características de las regiones en que habitaban, los suelos y rocas, las plantas y los animales con los que convivían y el modo en que con estos se relacionaban, constituyendo sus observaciones el primer trabajo de gran utilidad científica en la región.
Tomó nota de todo cuanto veía, sin embargo, los documentos que logró acumular debieron quedar en América, requisados por los funcionarios reales, ya que apenas se le permitió ser acompañado por su brevario y un poco de ropa, aunque se sospecha que, de algún modo, pudo lograr llevar algunos al exilio, dada la cantidad de datos muy precisos que abundan en sus escritos, imposibles de retener solo con la memoria.
Si bien Sánchez Labrador siguió escribiendo en el exilio, no pudo publicar nada en vida. Sus manuscritos fueron utilizados por otros autores, como Héctor Sáinz Ollero, Helios Sáinz Ollero, Francisco Suárez Cardona o Miguel Vázquez de Castro Ontañón, en muchos casos sin citar su procedencia. Se sospecha que sus escritos también fueron utilizados por Félix de Azara para la redacción de sus obras.

### Publicaciones
Entre su obra (la cual se halla, en parte inédita, en los Archivos Históricos de la Compañía de Jesús, en la ciudad de Roma) se destaca “El Paraguay Natural Ilustrado”, cuatro libros, inéditos en edición completa, fechados en Rávena entre los años 1771 y 1776, los que contienen alrededor de cien ilustraciones. Se ha publicado una edición de la parte tercera, los libros segundo y tercero, correspondientes a las aves y los peces.
También destaca “El Paraguay cultivado”, obra en cuatro volúmenes; todos se encuentran perdidos desde el año 1878, cuando fueron puestos a la venta por la casa Maissoneuve. Un manuscrito compuesto de 3 tomos con este título se encuentra en la Biblioteca de la Hispanic Society (New York, USA)
De igual modo, fue el autor de “El Paraguay católico” (posiblemente integrado por cinco volúmenes, aunque se conocen solo cuatro), obra que se conserva muy dispersa y fragmentaria, de la cual se hicieron algunas ediciones de uno de sus tomos.
El resto de sus manuscritos tiene menor importancia, siendo gramáticas, vocabularios y oraciones en lengua mbayá, trabajos como colaborador lingüístico del también jesuita Lorenzo Hervás y Panduro. Otros documentos son las cartas utilizadas por el padre Muriel en sus escritos, los diarios de su viaje a las misiones de los indios Chiquitos (hoy Bolivia).

### Las tres principales obras
- El Paraguay Natural, Ilustrado, Noticias de la Naturaleza del País, Con la explicación de Phenomenos Physicos, Generales y Particulares, Usos útiles, Que de sus Producciones pueden hacer Varias Artes: 
  - Parte Primera: Libro I. Diversidad de Tierras y Cuerpos Terrestres. Libro II. Agua, y varias cosas a ellas pertenecientes. Libro III. Ayre, vientos, Estaciones del Año, clima de estos Países y enfermedades más ordinarias.
  - Parte Segunda: Libro I. Botánica o de las Plantas en general. Libro II. Selvas, Campos, y Praderas del Paraguay. Libro III. Los Árboles en particular. Libro IV. Palmas, Tunas y Cañas. Libro V. Ycipos y otras plantas sarmentosas. Libro VI. Algunos Arbolillos, Matorrales y Hierbas. Libro VII. Algunos útiles, y curiosos usos.
  - Parte Tercera: Libro I. Animales Quadrúpedos. Libro II. Las Aves. Libro III. Los Peces.
  - Parte Quarta: Libro I. De los Animales Amphybios. Libro II. De los Animales Reptiles. Libro III. De los Insectos.[1]

- El Paraguay cultivado, sobre la labranza de la tierra: de las huertas, de los árboles, de las hortalizas y legumbres. Con un calendario de uso agrícola y un plan de una bella huerta.

- El Paraguay católico, sobre diversas parcialidades indígenas y la obra misional de los jesuitas en las siguientes áreas: del río Paraná; del Guayrá; del río Uruguay; de los Itatínes y de las Misiones.[10]